# Midtre Gauldal
Midtre Gauldal est une commune norvégienne située dans le comté de Trøndelag. Elle fait partie de la région du Gauldalen. Son centre administratif est la ville de Støren.

## Géographie
La commune s'étend sur 1 860,51 km2 dans le sud du comté, en limite avec celui d'Innlandet. Elle est traversée par la vallée de la Gaula et une partie de son territoire s'étend sur le parc national de Forollhogna.
Elle comprend la ville de Støren, son centre administratif, ainsi que les villages d'Enodden, Rognes, Singsås et Soknedal.

## Histoire
La commune est créée le 1er janvier 1964 par la fusion des anciennes communes de Budal, Singsås, Soknedal et Støren. Le nom Midtre Gauldal, créé à cette occasion, signifie : « le milieu de la vallée de la Gaula ».